# 大孙乡
大孙乡，是中华人民共和国山東省德州市乐陵市下辖的一个乡镇级行政单位。

## 行政区划
大孙乡下辖以下地区：
大孙村、店杨社区村、刘背津村、孙白玉村、乔家村、张家村、李家村、水晶官庄村、吴官庄村、杜寺村、新发李村、武家村、西夏家村、辛集村、巩家村、矬刘村、何吕王社区村、官庄社区村、西兴社区村、康王李社区村和红旗社区村。